# Arne Borg
Claes Arne Borg (ur. 18 sierpnia 1901 w Sztokholmie, zm. 7 listopada 1987 w Vallentuna) – szwedzki pływak, brat-bliźniak szwedzkiego pływaka Åke Borga. Trzykrotny olimpijczyk (1920, 1924, 1928).
Jego córką była pisarka i ilustratorka książek dla dzieci Inga Borg.

## Osiągnięcia
- złoty medal olimpijski na igrzyskach w 1928 w Amsterdamie (1500 m stylem dowolnym)
- 3-krotne wicemistrzostwo olimpijskie (1924, 1500 m stylem dowolnym, 400 m stylem dowolnym, sztafeta 4 × 200 m)
- brązowy medal olimpijski (1928, 400 m stylem dowolnym)